# Аланіяспор
«Аланіяспор» (тур. Alanyaspor) — турецький футбольний клуб з міста Аланія, заснований 1948 року. Виступає у турецькій Суперлізі. Домашні матчі приймає на стадіоні «Аланія Оба Стадіум», потужністю 10 842 глядачів.